# Van Zwanenberg
Van Zwanenberg is een joodse familie van varkensslagers en veehandelaren. De familie is de grondlegger van het Zwanenberg Organon concern, dat op zijn beurt een belangrijke rol speelde bij het ontstaan van AkzoNobel.
De stamvader van de familie kwam uit het Duitse Schwanenberg, tegenwoordig een deelgemeente van Erkelenz. Dit was Abraham ben Nathan van Zwanenberg (1762-1845), die naar Heesch was gekomen en in 1811 de naam van Zwanenberg had aangenomen. Hij trouwde met Judith Izak van der Wielen.
Een van Abrahams zoons was Isaac van Zwanenberg (1815-1897). Hij was slager te Heesch en trouwde in 1848 met Catharina van Dijk. Zij was de weduwe van Jacob Levie Hartog en de moeder van Hartog Hartog, oprichter van Unox.
Een van hun zoons was Arnoldus van Zwanenberg (1856-1941).
Hij trouwde in 1887 met Catharina Levison. Zij kregen elf kinderen. Een van hun zoons was Saal van Zwanenberg, oprichter van Zwanenberg en Organon.
Een andere zoon van Abraham was Levie van Zwanenberg (1815-1873). Een van diens zoons was Nathan van Zwanenberg (1854-1921). Deze trouwde in 1891 met Rosetta van den Bergh. Oorspronkelijk handelde hij in textielwaren. Een andere zoon was Abraham (Brom) van Zwanenberg (1849-1916), die rond 1880 naar Engeland ging en daar de markt voor levend vee voor de van Zwanenbergs toegankelijk maakte.
De neven Arnoldus en Nathan trokken omstreeks 1885, in verband met de aangelegde spoorverbinding, naar Oss, waar ze hun veehandel en exportslachterij voortzetten. In 1906 kwam Saal in het bedrijf, en bouwde het verder uit.
Saal van Zwanenberg (1889-1974) trouwde in 1912 met Nettie van Gelder. Zij kregen twee dochters. Tot zijn verdiensten behoort onder meer de oprichting van Organon, dat tot een groot farmaceutisch concern uitgroeide.